# Zonen van de Heilige Familie
Zonen van de Heilige Familie (Latijn: Filii Sacrae Familiae Iesu, Mariae et Ioseph) (tegenwoordig: Hijos (kinderen) de la Sagrada Familia (SF)) is een klerikale congregatie met pontificaal recht gesticht door José Manyanet y Vives in 1864.
De congregatie kreeg zijn Decretum Laudis in 1887 en de Pauselijke Goedkeuring in 1901. Het hoofdhuis bevindt zich in Barcelona.
José Manyanet  geloofde dat een katholiek opvoeding, dit door onderwijs en praktische voorbeelden, de "meest geschikte en eenvoudigste vorming is van het gezin en bij uitbreiding de samenleving, met de Heilige Familie als voorbeeld".
In 2011 telde de congregatie 250 priesters in 27 vestigingen verspreid over Europa, Noord- en Zuid-Amerika en Afrika.